# Cimitero di rose
(Cimitero di rose)
Cimitero di rose è un canto di ispirazione popolare con testo e musica composti nel 1966 dal fisarmonicista e cantante piemontese Mario Piovano, che l'ha incisa più volte.
Alla stesura del testo ha collaborato Domenico Serengay, mentre la musica è firmata anche da Vic Nocera e Turi Golino.
La canzone (da molti ritenuta un brano tradizionale) ha avuto moltissime incisioni successive a quella di Piovano, sia da parte di cantanti melodici come Enrico Musiani, che di cantanti folk come l'astigiano Piero Montanaro, mentre innumerevoli sono le versioni corali: ciò è dovuto oltre che alla musica anche all'impatto emotivo delle liriche.

## Il testo
La canzone racconta la vicenda di un montanaro, che ha la mamma sepolta in un cimitero sotto le cime delle montagne; quando era bambino la mamma si raccomandava con lui di ricordarsi di portarle un fiore sulla tomba, quando sarebbe stata vicina al papà.
Ma il ragazzo deve partire per andare a lavorare, lasciando i suoi cari monti, e non sa come fare per portare i fiori al sepolcro.
Nell'ultima strofa, il giovane semina un campo di rose nel cimitero abbandonato: la neve delle montagne si scioglierà al sole, bagnando i fiori di quel cimitero.

## La musica
La struggente melodia è costituita da una strofa ed un ritornello, che si alternano per tre volte a ritmo di valzer.

## Alcune incisioni
- 1970: Mario Molinari (45 giri, Fonola)
- 2001: Coro Comelico di Santo Stefano di Cadore, album Armonia di cori
- 2008: Coro Cima Vezzena, album Momenti dal cor